# Anthias salmopunctatus
Anthias salmopunctatus је зракоперка из реда Perciformes. 

## Угроженост
Ова врста се сматра рањивом у погледу угрожености врсте од изумирања.

## Распрострањење
Ареал врсте је ограничен на једну државу. 
Бразил је једино познато природно станиште врсте.

## Начин живота
Врста Anthias salmopunctatus живи у мору.